# Kanton Le Teilleul
Le Teilleul is een voormalig kanton van het Franse departement Manche.
Het kanton maakte deel uit van het arrondissement Avranches tot het op 22 maart 2015 werd opgeheven en de gemeenten werden verdeeld over twee kantons. Buais, Saint-Symphorien-des-Monts en Savigny-le-Vieux werden overgeheveld naar het aangrenzende kanton Saint-Hilaire-du-Harcouët, de overige vijf gemeenten werden opgenomen in het op die dag gevormde kanton Le Mortainais en fuseerden op 1 januari 2016 tot één commune nouvelle Le Teilleul.

## Gemeenten
Het kanton Le Teilleul omvatte de volgende gemeenten:
- Buais
- Ferrières
- Heussé
- Husson
- Sainte-Marie-du-Bois
- Saint-Symphorien-des-Monts
- Savigny-le-Vieux
- Le Teilleul (hoofdplaats)